# 達沃萊斯峰
46°52′43.2″N 10°16′03.7″E / 46.878667°N 10.267694°E
達沃萊斯峰（Piz Davo Lais），是瑞士的山峰，位於該國東南部，由格勞賓登州負責管轄，屬於薩姆瑙恩阿爾卑斯山脈的一部分，海拔高度3,027米，每年平均降雨量1,367毫米。